# Reeperbahn (musikalbum)
Reeperbahn är gruppen Reeperbahns debutalbum som gavs ut 5 november 1979. Det spelades in i Park Studio, Älvsjö augusti och september samma år. Albumet producerades av Ulf Wahlberg och Reeperbahn. Omslaget formgavs av Anders F Rönnblom.
Skivan släpptes ursprungligen både på LP och kassettband.

## Mottagande
Reeperbahns debutskiva fick en väldigt positiv recension i Expressen, där recensenten kallade gruppen för "ett av de bästa nya svenska band jag hört." Recensenten i Dagens Nyheter var också relativt positiv och kallade musiken för "skicklig och melodiös pop," dock med vissa reservationer.

## Låtlista
Text och musik: Dan Sundquist och Olle Ljungström, utom Paint It Black av Mick Jagger och Keith Richards.
1. Havet ligger blankt
2. Sång till Heléne
3. Ensam är stark
4. Television
5. I kväll
6. Paint It Black
7. Cherchez la femme
8. Hon hade hört
9. En hel natt
10. I love you
11. Tysta starka män
12. Pictures from Japan

## Medverkande
- Dan Sundquist – sång, elbas
- Olle Ljungström – sång, gitarr
- Eddie Sjöberg – gitarr, sång
- Peter Korhonen  trummor, sång